# 알아스르
103번째 수라인 알 아스르는 믿음과 의로운 일, 진리에 관한 서로의 권고가 신앙 생활의 기본 요소임을 얘기한다.
이 장의 마지막엔 위에 언급된 신앙 생활의 기본을 지키지 못하는 자는 다 멸망하게 된다고 씌여있다.
| 이 전 알카리아 | 수라 103 (아랍어 원문) | 다 음 알후마자 |
| 1 2 3 4 5 6 7 8 9 10 11 12 13 14 15 16 17 18 19 20 21 22 23 24 25 26 27 28 29 30 31 32 33 34 35 36 37 38 39 40 41 42 43 44 45 46 47 48 49 50 51 52 53 54 55 56 57 58 59 60 61 62 63 64 65 66 67 68 69 70 71 72 73 74 75 76 77 78 79 80 81 82 83 84 85 86 87 88 89 90 91 92 93 94 95 96 97 98 99 100 101 102 103 104 105 106 107 108 109 110 111 112 113 114 |                        |                |

한국어 번역
103:0 비스밀라히르 라흐마니르 라힘
103:1 세월을 두고 맹세하건대,
103:2 실로 모든 인간을 멸망케 되니라, 
103:3 다만, 믿음으로 의로운 일을 실천하고 서로가 서로에게 진리를 권고하며 인내하는 자들은 예외라.